# Wohnsiedlung Unteraffoltern I
Die Wohnsiedlung Unteraffoltern I ist eine städtische Wohnsiedlung in Unteraffoltern bei Zürich. Sie ist die 27. von der Stadt Zürich gebaute Wohnsiedlung und in den Jahren 1969 und 1970 bezugsbereit gewesen.

## Geschichte
Affoltern wurde 1934 in Zürich eingemeindet, konnte aber bis in die 1950er-Jahre den Charakter eines Bauerndorfes bewahren. Das Quartier hatte noch in den 1960er-Jahren grosse zusammenhängende Freiflächen. In dieser Zeit entstand das städtische Richtplanprojekt für den Bau von Wohnungen und Infrastruktur für 5000 Leute unmittelbar nördlich der Bahnstrecke Seebach–Regensdorf, sodass der alte Dorfkern von Unteraffoltern möglichst nicht gestört werden sollte. Unteraffoltern I und Unteraffoltern II wurden zeitgleich als erste Phase des Projekts gebaut. Unteraffoltern III folgte anfangs der 1980er-Jahre.
Die Siedlung Unteraffoltern I wurde Ende der 1980er-Jahre saniert und mit einem Spielplatz versehen. Eine weitere Sanierung erfolgte in den Jahren 2007 und 2008, bei der die Leitungen und Fenster ersetzt wurden.

## Bauwerk
Die Siedlung besteht aus vier Gruppen von Mehrfamilienhäusern, deren Hauptteil genau Nord-Süd ausgerichtet ist. Die Endhäuser sind bei drei der vier Gruppen abgewinkelt ausgeführt. Die kleinste Gruppe umfasst zwei Häuser, zwei Gruppen drei und die grösste Gruppe vier Häuser.
Die Überbauung bietet 72 Wohnungen, deren Grösse von 72 m² grossen 3 ½ Zimmer-Wohnungen bis zu 93 m² grossen 5 ½ Zimmer-Wohnungen reicht. Sie enthält keine kleinen Wohnungen, weil diese in den Hochhäusern von Unteraffoltern II untergebracht werden sollten.